# Grote Prijs Stad Zottegem 1974
Il Grote Prijs Stad Zottegem 1974, trentanovesima edizione della corsa, si svolse il 20 agosto 1974 su un percorso di 162 km, con partenza e arrivo a Zottegem. Fu vinto dal belga André Dierickx della Merlin Plage-Shimano-Flandria davanti ai suoi connazionali Jean-Pierre Berckmans e Eddy Verstraeten.

## Ordine d'arrivo (Top 10)
| Pos. | Corridore             | Squadra                        | Tempo    |
| ---- | --------------------- | ------------------------------ | -------- |
| 1    | André Dierickx        | Merlin Plage-Shimano-Flandria  | 4h07'26" |
| 2    | Jean-Pierre Berckmans | Molteni                        |          |
| 3    | Eddy Verstraeten      | Watney-Maes Pils               |          |
| 4    | Willy Govaerts        | Ijsboerke-Colner               |          |
| 5    | Herman Vrijders       | M.I.C.-Ludo-De Gribaldy        |          |
| 6    | Fernand Hermie        | Ijsboerke-Colner               |          |
| 7    | José Vanackere        | Carpenter-Confortluxe-Flandria |          |
| 8    | Maurice Dury          | Merlin Plage-Shimano-Flandria  |          |
| 9    | Roger Rosiers         | Molteni                        |          |
| 10   | Willem Peeters        | Watney-Maes Pils               |          |